# آبي بيك
آبي بيك (بالإنجليزية: Abigail Peck) هي مجدفة أمريكية، ولدت في 6 أكتوبر 1956 في سكرانتون في الولايات المتحدة.

## وصلات خارجية
- آبي بيك على موقع الاتحاد الدولي للتجديف (الإنجليزية)
- آبي بيك على موقع أوليمبيديا (الإنجليزية)